# Olindo Del Donno
Olindo Del Donno (Santa Croce del Sannio, 20 aprile 1912 – Bari, 13 marzo 2009) è stato un politico e presbitero italiano.

## Biografia
Plurilaureato (giurisprudenza, lettere, filosofia e teologia). Cappellano militare, fu decorato nella seconda guerra mondiale con la croce di guerra al valor militare. Fu poi aderente alla Repubblica Sociale Italiana. Era soprannominato il "prete nero".
Nel dopoguerra fu professore di filosofia e storia e poi preside. Fu uno dei primi aderenti al Movimento Sociale Italiano - Destra Nazionale e fu eletto deputato alla Camera nel 1976 nella lista del Movimento Sociale Italiano - Destra Nazionale in Puglia e riconfermato per altre tre legislature consecutive, fino al 1992. In ossequio al diritto canonico fu sospeso a divinis per tutta la durata del mandato parlamentare.
Nel 1982 pubblicò l'autobiografia Tre peccati e un deputato - Motivi di una scelta.
Nel 1989 venne sospeso dal MSI per decisione di Gianfranco Fini perché dai banchi dell'opposizione votò la fiducia al Governo Andreotti VI, ma rimase iscritto al gruppo alla Camera.
Morì a 96 anni il 13 marzo 2009.

## Opere
- Un alpino fra gli alpini in Albania, 1946
- Il Vangelo di San Giovanni-Letture filosofiche, 1960
- La pedagogia di san Giovanni Bosco, 1965
- Storia della pedagogia, 1965
- Della educazione, 1966
- L'uomo e la Parola-Manuale di stilistica e metrica, 1967
- Tre peccati e un deputato - Motivi di una scelta, 1982